# Peruíbe
Peruíbe, amtlich portugiesisch Estância Balneária de Peruíbe, ist eine Gemeinde an der Küste des brasilianischen Bundesstaates São Paulo. Peruíbe stellt das südwestliche Ende der Metropolregion Baixada Santista um die etwa 80 km nordöstlich gelegene Hafenstadt Santos dar. Die Entfernung zur Staatshauptstadt São Paulo beträgt circa 95 km. Die Gemeinde hat rund 57.151 Einwohner (2008) auf einer Fläche von 326 km², was einer Bevölkerungsdichte von 200 Personen pro Quadratkilometer entspricht.
Peruíbe hat den offiziellen Status eines Badekurortes, einer Estância balneária. Die Wirtschaft ist vom Tourismus bestimmt. Zahlreiche Strände locken Besucher vor allem aus der Staatshauptstadt São Paulo mit ihren mehr als 10 Millionen Menschen an.
Neben einer reichhaltigen Natur, wie Stränden, Bergen, Flüssen und Wasserfällen, hat die Gemeinde auch archäologische Schätze wie Køkkenmøddinger (prähistorische Abfallhaufen). Dazu gibt es auch Ruinen der Anfangszeit der portugiesischen Landnahme. Auf dem Gemeindegebiet gibt es auch eine Reservation der Nhandhevá , vom Volk der Guarani.

## Geschichte
Die Gemeinde wurde 1959 durch Landesgesetz gegründet.

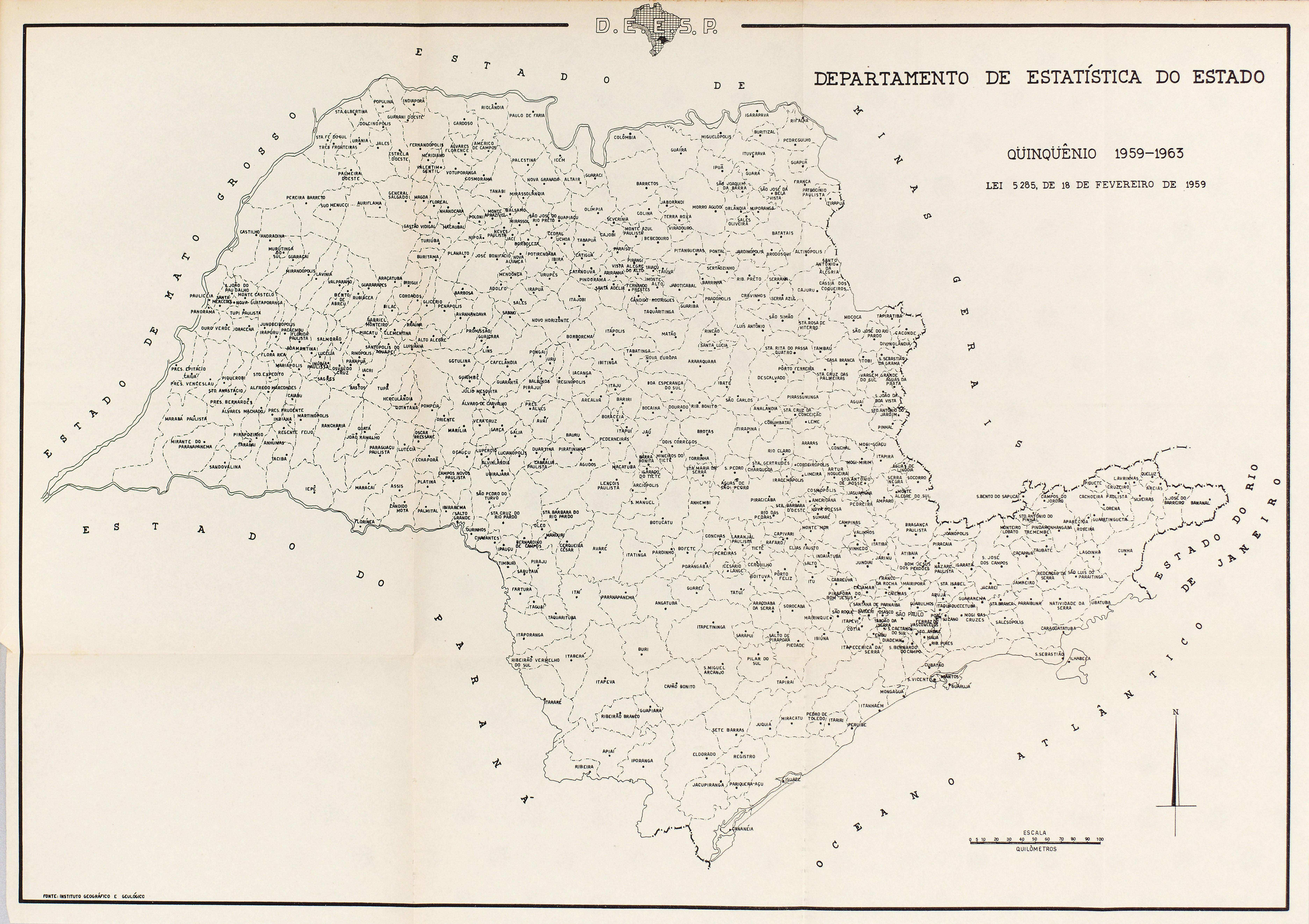
Karte des Bundesstaates São Paulo (1959).

## Persönlichkeiten
- Beatriz Souza (* 1998), Judoka